# Matthias Zimmermann (Fußballspieler, 1992)
 Matthias Jürgen „Matze“ Zimmermann (* 16. Juni 1992 in Karlsruhe) ist ein deutscher Fußballspieler.

## Verein

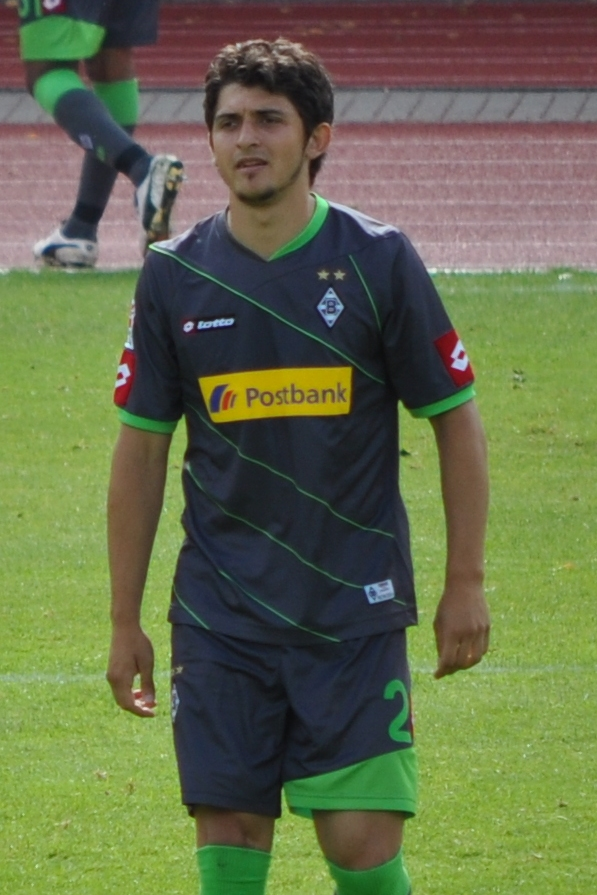
Matthias Zimmermann (2011)

Zimmermann spielte zunächst beim VfB Grötzingen, bevor er 2002 im Alter von zehn Jahren in die Jugend des Karlsruher SC wechselte. Dort durchlief er sämtliche Jugendmannschaften, bis er 2009 seinen ersten Profivertrag bei den Badenern unterschrieb. Bis zur Winterpause 2009/10 kam Zimmermann vorwiegend in der zweiten Mannschaft der Karlsruher zum Einsatz; seit seinem Profidebüt am 6. Dezember 2009 im Zweitligaspiel des KSC gegen Rot Weiss Ahlen war er Stammspieler. Am 28. November 2010 erzielte Matthias Zimmermann im Spiel gegen Rot-Weiß Oberhausen sein erstes Profitor und wurde damit zum jüngsten Zweitligatorschützen der Vereinsgeschichte des KSC.
Zur Saison 2011/12 wechselte Zimmermann gemeinsam mit seinem Mannschaftskollegen Lukas Rupp zum Bundesligisten Borussia Mönchengladbach. Dort gab er am 12. Spieltag der Saison beim Auswärtsspiel gegen Hertha BSC sein Debüt in der 1. Bundesliga, als er in der 83. Minute für Patrick Herrmann eingewechselt wurde.
Da er sich in der ersten Mannschaft nicht durchsetzen konnte, wurde im Dezember 2012 bekannt gegeben, dass er zum 1. Januar 2013 bis zum Ende der Saison 2012/13 an den Ligakonkurrenten SpVgg Greuther Fürth ausgeliehen wird. Für die Franken debütierte er am 19. Januar 2013 (18. Spieltag) bei der 0:2-Niederlage im Auswärtsspiel gegen den FC Bayern München; sein erstes Bundesligator erzielte er am 11. Mai 2013 (33. Spieltag) bei der 1:2-Niederlage im Heimspiel gegen den SC Freiburg mit dem Führungstreffer in der 3. Minute.
Für die Saison 2013/14 wechselte Zimmermann auf Leihbasis zum Zweitligisten SV Sandhausen. Gleichzeitig verlängerte Borussia Mönchengladbach seinen bestehenden Vertrag bis zum 30. Juni 2015.
Zur Saison 2015/16 wechselte Zimmermann ablösefrei zur zweiten Mannschaft des VfB Stuttgart. Er wurde am 2. Mai 2016 gegen Werder Bremen erstmals in den Kader der Bundesligamannschaft des VfB berufen und gab dabei in der Startelf sein Debüt.
Nach dem Abstieg etablierte Zimmermann sich in der 2. Bundesliga dauerhaft in der Lizenzspielermannschaft der Stuttgarter. Am letzten Spieltag der Zweitligasaison 2016/17 brachte er den VfB beim 4:1-Sieg gegen die Würzburger Kickers mit einem Distanzschuss, der zugleich sein erstes Pflichtspieltor für die Schwaben war, in Führung. Durch diesen Sieg sicherte Zimmermann mit seiner Mannschaft die Zweitligameisterschaft und den damit verbundenen direkten Wiederaufstieg. Nachdem er sich im August 2017 einen Kreuzbandriss im linken Knie zugezogen hatte, erhielt er vom VfB Stuttgart dennoch ein Angebot zur Verlängerung seines auslaufenden Vertrags, durch das Zimmermann sich am 20. Dezember 2017 für ein weiteres Jahr bis Juni 2019 an den Klub gebunden hat.
Zur Bundesligasaison 2018/19 unterschrieb er beim Aufsteiger Fortuna Düsseldorf einen bis 2020 gültigen Vertrag, der im August 2019 bis 2024 verlängert wurde.

## Nationalmannschaft
Zimmermanns Länderspielkarriere begann früh in der U15-Nationalmannschaft des DFB. Seitdem kam Zimmermann auch in den jeweils nächsthöheren Altersklassen der Juniorennationalteams zum Einsatz. Höhepunkt war im Jahr 2009 der Europameistertitel mit der U17-Nationalmannschaft sowie im selben Jahr die Teilnahme an der U17-Weltmeisterschaft in Nigeria.

## Privates
Sein älterer Bruder Christian (* 1987; † 2011) war ebenfalls Fußballspieler. Er starb nach einem Freundschaftsspiel seines Vereins, des Kreisligisten FC Alemannia Wilferdingen, am Abend des 16. Februar 2011.

## Erfolge und Auszeichnungen

### Mannschaftserfolge
- 2009: U-17-Europameister
- 2009: Achtelfinale bei der U-17-Weltmeisterschaft
- 2017: Deutscher Zweitliga-Meister

### Einzelauszeichnungen
- 2010: Fritz-Walter-Medaille in Bronze in Bereich U-18
- 2011: Fritz-Walter-Medaille in Silber in Bereich U-19[10][11]